# Leucosolenia rosea
Leucosolenia rosea är en svampdjursart som beskrevs av Kirk 1895. Leucosolenia rosea ingår i släktet Leucosolenia och familjen Leucosoleniidae.
Artens utbredningsområde är havet kring Nya Zeeland. Inga underarter finns listade i Catalogue of Life.